# Morangis (Essonne)
Pour les articles homonymes, voir Morangis.
Morangis (prononcé [mɔʁɑ̃ʒis] ) est une commune française située à dix-huit kilomètres au sud de Paris dans le département de l’Essonne en région Île-de-France.
Auparavant appelé Louans, le lieu fut longtemps partagé entre nobles  parisiens et congrégations religieuses et occupé par les vignerons et les maraîchers. Desservie à la fin du XIXe siècle par un tramway, l’Arpajonnais, le territoire fut loti dès l’entre-deux-guerres avant que ne fut développée une importante zone d'activité à la faveur de l’ouverture de l’autoroute A6. Avec une population multipliée par deux en quarante années, c’est au début du XXIe siècle une commune à la fois résidentielle et industrielle participant à la vitalité économique du nord-ouest essonnien.
Ses habitants sont appelés les Morangissois.

## Géographie

### Situation

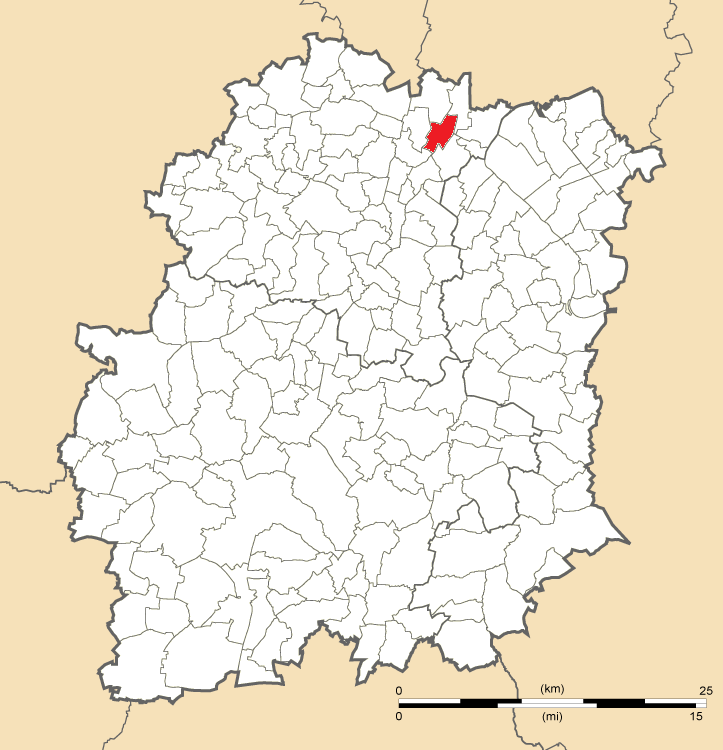
Position de Morangis en Essonne.

Morangis est située au nord du département de l’Essonne, totalement intégré à l’agglomération parisienne dans la région Île-de-France, au cœur de l’ancien pays et aujourd’hui région naturelle du Hurepoix.
La commune occupe un territoire approximativement rectangulaire orienté du nord au sud et totalisant une superficie de quatre cent quatre-vingt hectares.
Situé sur le coteau sud du plateau aride de Longboyau, le territoire s’étage ainsi entre quarante-sept mètres au minimum et cent mètres au maximum avec une altitude moyenne à quatre-vingt mètres.
La commune est située à dix-huit kilomètres au sud de Paris-Notre-Dame, point zéro des routes de France, onze kilomètres au nord-ouest d’Évry, sept kilomètres à l’est de Palaiseau, huit kilomètres au nord-est de Montlhéry, treize kilomètres au nord-est d’Arpajon, quinze kilomètres au nord-ouest de Corbeil-Essonnes, vingt-quatre kilomètres au nord de La Ferté-Alais, trente-deux kilomètres au nord-est d’Étampes et trente-quatre kilomètres au nord-ouest de Milly-la-Forêt.

### Hydrographie
À l’extrême sud de la commune coule le ruisseau Le Bief, affluent de la rive gauche de l’Yvette, s’agissant du seul cours d'eau naturel de la commune. La limite communale est pour partie matérialisée par le passage de l’aqueduc de la Vanne et du Loing. Dans le parc de l’ancien château subsiste un petit étang.

### Relief et géologie
La commune de Morangis est établie en bordure du plateau de Longboyau, sur le coteau nord de la vallée de l’Yvette. Son altitude varie entre quarante-sept mètres au minimum à l’extrême sud-ouest du territoire et cent mètres à l’est au lieu-dit La Butte au Sable. Le centre-ville est situé à une altitude approximative de soixante-dix huit mètres et la portion communale du plateau de Longboyau culmine à quatre-vingt-quatre mètres. La toponymie a conservé l’histoire et les caractéristiques des lieux avec les appellations la Butte rouge et la Butte aux sables au sud et la Marnière de Contin au nord. Le terrain est caractéristique du Bassin parisien avec une succession de couches de sable de Fontainebleau et de meulière, de marne et de gypse sur un sous-sol de calcaire.

### Communes limitrophes
La commune occupe un territoire étendu du nord au sud, relativement parallèle à ses voisines que sont Chilly-Mazarin à l’ouest et au nord-ouest séparée en partie par la rue des Édouets, l’avenue Victor-Hugo, l’avenue des Pommiers et l’avenue de la Cour-de-France et Paray-Vieille-Poste à l’est et au nord-est séparée par l’allée des meuniers. Au nord le chemin de Morangis à Paray-Vieille-Poste marque la frontière avec Wissous dans l’emprise aéroportuaire, au sud-ouest, la voie de Corbeil matérialise la limite avec Longjumeau et du sud au sud-est, le chemin de Charaintru, l’avenue Évariste-Galois, la rue de Savigny, l’avenue de l’Armée-Leclerc servent de frontière avec Savigny-sur-Orge.
|                | Wissous  | Paray-Vieille-Poste |
| Chilly-Mazarin | Morangis |                     |
| Longjumeau     |          | Savigny-sur-Orge    |

### Climat
Pour des articles plus généraux, voir Climat de l'Île-de-France et Climat de l'Essonne.
En 2010, le climat de la commune est de type climat océanique dégradé des plaines du Centre et du Nord, selon une étude du CNRS s'appuyant sur une série de données couvrant la période 1971-2000. En 2020, Météo-France publie une typologie des climats de la France métropolitaine dans laquelle la commune est exposée à un climat océanique altéré et est dans la région climatique Sud-ouest du bassin Parisien, caractérisée par une faible pluviométrie, notamment au printemps (120 à 150 mm) et un hiver froid (3,5 °C).
Pour la période 1971-2000, la température annuelle moyenne est de 11,7 °C, avec une amplitude thermique annuelle de 15,4 °C. Le cumul annuel moyen de précipitations est de 639 mm, avec 10,6 jours de précipitations en janvier et 7,8 jours en juillet. Pour la période 1991-2020, la température moyenne annuelle observée sur la station météorologique la plus proche, située sur la commune d'Athis-Mons à 4 km à vol d'oiseau, est de 12,1 °C et le cumul annuel moyen de précipitations est de 622,2 mm,. Pour l'avenir, les paramètres climatiques de la commune estimés pour 2050 selon différents scénarios d'émission de gaz à effet de serre sont consultables sur un site dédié publié par Météo-France en novembre 2022.
| Mois                                  | jan.             | fév.           | mars          | avril           | mai             | juin          | jui.           | août           | sep.           | oct.            | nov.            | déc.             | année      |
| ------------------------------------- | ---------------- | -------------- | ------------- | --------------- | --------------- | ------------- | -------------- | -------------- | -------------- | --------------- | --------------- | ---------------- | ---------- |
| Température minimale moyenne (°C)     | 2,1              | 2              | 4,2           | 6,4             | 9,9             | 13,1          | 15             | 14,6           | 11,5           | 8,7             | 5               | 2,7              | 7,9        |
| Température moyenne (°C)              | 4,7              | 5,2            | 8,3           | 11,3            | 14,8            | 18,2          | 20,4           | 20,2           | 16,5           | 12,6            | 7,9             | 5,2              | 12,1       |
| Température maximale moyenne (°C)     | 7,2              | 8,5            | 12,5          | 16,2            | 19,8            | 23,2          | 25,8           | 25,7           | 21,5           | 16,4            | 10,9            | 7,6              | 16,3       |
| Record de froid (°C) date du record   | −16,8 17.01.1985 | −15 02.02.1956 | −9,4 01.03.05 | −4,3 16.04.1921 | −1,3 07.05.1957 | 3,1 01.06.06  | 6,7 01.07.1922 | 5,6 31.08.1923 | 1,7 20.09.1952 | −3,9 30.10.1955 | −9,6 28.11.1921 | −13,3 29.12.1964 | −16,8 1985 |
| Record de chaleur (°C) date du record | 16,5 27.01.03    | 20,8 27.02.19  | 25,3 31.03.21 | 29,4 16.04.1949 | 35 24.05.1922   | 37,1 21.06.17 | 41,9 25.07.19  | 40 12.08.03    | 35,4 09.09.23  | 31,3 04.10.1921 | 21,8 07.11.15   | 17,3 16.12.1989  | 41,9 2019  |
| Ensoleillement (h)                    | 533              | 852            | 1 529         | 2 025           | 217             | 2 243         | 2 469          | 2 209          | 1 857          | 1 166           | 624             | 639              | 18 313     |
| Précipitations (mm)                   | 46,8             | 42,6           | 44,4          | 44,5            | 63              | 56,1          | 52,9           | 57,9           | 47,4           | 52,8            | 53,4            | 60,4             | 622,2      |

### Voies de communication et transports
Traversée dans sa partie sud par une portion de l’autoroute A6, la commune est cependant à l’écart des grands axes routiers et ferrés, ne disposant sur son territoire que d’accès à la route départementale 118 et la Route départementale 167, empruntées par plusieurs lignes d’autobus du réseau RATP
Le centre-ville est traversé historiquement par la RD 118, dite « route de la Seine » puisqu’elle y mène, elle a été doublée d’une déviation servant de rocade par le nord avec la même numérotation. Du centre-ville part aussi la RD 167 qui rejoint au sud Savigny-sur-Orge et la RD 25. Ces axes routiers d’importance locale sont empruntés par 4 lignes régulières d’autobus du réseau de bus RATP qui permettent de relier Paris soit directement par l'autoroute A6 soit par les lignes B, C et D du RER.
Bien qu'il y ait eu une station à l'époque de l'Arpajonnais, aucune gare n’est présente sur le territoire, la plus proche est la gare de Chilly-Mazarin sur le tramway T12.
À l’extrême nord du territoire, 2,4 % de l’emprise au sol de l’aéroport Paris-Orly est située sur les terrains de la commune sans qu’aucune installation n’y soit construite, la commune est en outre située à trente-sept kilomètres au sud-ouest de l’aéroport Paris-Charles-de-Gaulle.

## Urbanisme

### Typologie
Au 1er janvier 2024, Morangis est catégorisée grand centre urbain, selon la nouvelle grille communale de densité à sept niveaux définie par l'Insee en 2022.
Elle appartient à l'unité urbaine de Paris, une agglomération inter-départementale regroupant 407  communes, dont elle est une commune de la banlieue,,. Par ailleurs la commune fait partie de l'aire d'attraction de Paris, dont elle est une commune du pôle principal,. Cette aire regroupe 1 929 communes,.

## Toponymie
Le lieu était appelé Louans avant 1693 et le renommage obtenu par le seigneur local Jean-Jacques de Barillon. La commune fut créée en 1793 avec son nom actuel.

## Histoire

### Les origines
Le lieu fut cité pour la première fois en 1175 sous l’appellation de Louans. Une première église fut édifiée au XIIe siècle.

### Agriculture et seigneurie

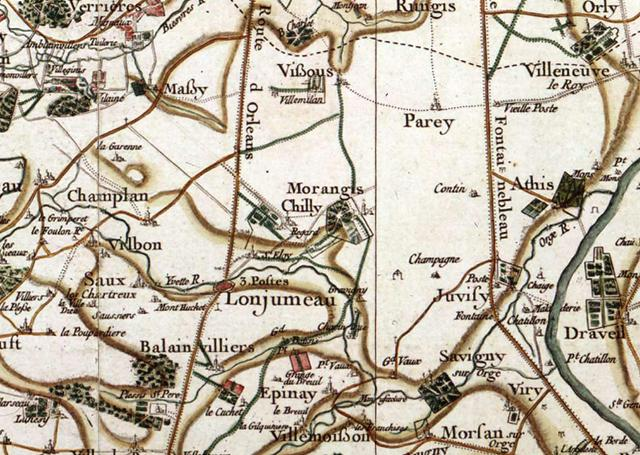
Carte de la région de Morangis au XVIIe siècle par Cassini.

En 1551, l’église paroissiale fut bénite par l’évêque Nicolas Boucher. Au XVIe siècle, le lieu occupé par des vignerons et des maraîchers fut acquis par des nobles parisiens. Au début du XVIIe siècle, Antoine Bradan, Maître d'hôtel du roi et capitaine du régiment de Champagne fit construire le château Saint-Michel. En 1693, le seigneur du lieu Jean-Jacques de Barillon, fit changer le nom de Louans en Morangis, du nom du village champenois possédé par son père Antoine Barillon qui en avait pris le nom. En 1701 fut construit le château de Louans. En 1735, le domaine revint à Jean Masson de Plissay, Secrétaire du roi.
Le 22 juillet 1789, le seigneur de Morangis Joseph François Foullon fut l’une des premières victimes de la Révolution française en étant pendu avec son gendre Louis Bénigne François Berthier de Sauvigny.

### Congrégations religieuses et développement
En 1850, la congrégation de Notre-Dame-de-Lorette ouvrit une maison de retraite puis un orphelinat dans la maison du Désert. En 1868, le château Saint-Michel devint une pension puis en 1878 un orphelinat géré par la congrégation de Notre-Dame-des-Anges jusqu’en 1975. En 1875 fut construite la première mairie-école. En 1889, une école fut ouverte à la place de l’orphelinat du Désert. En 1894, l’ouverture de la ligne de tramway de l’Arpajonnais permit aux producteurs de la commune d’accéder facilement aux Halles de Paris. En 1917, les sœurs de la congrégation de Notre-Dame-des-Anges accueillirent des "enfants venus de la zone de combat".
En 1921, furent aménagés les premiers lotissements pavillonnaires de la commune. En 1924, les Sœurs de Saint-Vincent-de-Paul ouvrirent une maison de convalescence, transféré aux dominicaines en 1954 jusqu’au rachat par la commune en 1995. En 1930 s’ouvrit une briqueterie industrielle. En 1931 fut inauguré le groupe scolaire Louis Moreau. En 1936, la Société des transports en commun de la région parisienne remplaça l’Arpajonnais par un service d’autobus. Au cours de la Seconde Guerre mondiale, les nazis occupèrent le château de Louans et l’incendièrent avant leur départ. Le 24 août 1944, la 2e division blindée libéra la commune.
En 1958 fut inauguré l’actuel hôtel de ville, en 1960 fut inaugurée l’autoroute A6, en 1961 l’aéroport Paris-Orly puis à partir de 1963 se développa la zone d'activité communale. En 1976, la commune scella un jumelage avec Plaidt en Allemagne, suivi en 1994 par Chard, en 1998 par Lézardrieux et en 2006 par Pechão. En 2009 avec Bedonia en Italie.

## Politique et administration

### Rattachements administratifs et électoraux
Rattachements administratifs et judiciaires
Antérieurement à la loi du 10 juillet 1964, la commune faisait partie du département de Seine-et-Oise. La réorganisation de la région parisienne en 1964 fit que la commune appartient désormais au département de l'Essonne et à son arrondissement de Palaiseau après un transfert administratif effectif au 1er janvier 1968.
Elle faisait partie de 1793 à 1964  du canton de Longjumeau, année où la ville intègre le canton d'Athis-Mons de Seine-et-Oise. Lors de la mise en place de l'Essonne, la ville elle est rattachée en 1967 au canton de Savigny-sur-Orge puis, en 1975, au canton de Chilly-Mazarin. Dans le cadre du redécoupage cantonal de 2014 en France, cette circonscription administrative territoriale a disparu, et le canton n'est plus qu'une circonscription électorale.
L’organisation juridictionnelle rattache les justiciables morangissois au tribunal d’instance et au conseil de prud’hommes de Longjumeau, au tribunaux de grande instance et de commerce d’Évry et à la cour d'appel de Paris.
Rattachements électoraux
Pour les élections départementales, la commune est depuis 2014 le bureau centralisateur d'un nouveau canton de Savigny-sur-Orge
Pour l'élection des députés, elle fait partie de la sixième circonscription de l'Essonne.

### Intercommunalité
La commune était membre fondateur de la communauté de communes Les Portes de l’Essonne devenue communauté d'agglomération en 2009.
Dans le cadre de la mise en œuvre de la volonté gouvernementale de favoriser le développement du centre de l'agglomération parisienne comme pôle mondial est créée, le 1er janvier 2016, la métropole du Grand Paris (MGP), dont la commune est membre.
La loi portant nouvelle organisation territoriale de la République du 7 août 2015 prévoit également la création de nouvelles structures administratives regroupant les communes membres de la métropole, constituées d'ensembles de plus de 300 000 habitants, et dotées de nombreuses compétences, les établissements publics territoriaux (EPT).
La commune a donc également été intégrée le 1er janvier 2016 à l'établissement public territorial Grand-Orly Seine Bièvre et qui succède à plusieurs intercommunalités :
- Communauté d'agglomération Seine Amont, avec les 3 communes d'Ivry-sur-Seine, Choisy-le-Roi et Vitry-sur-Seine.
- Communauté d'agglomération Les Portes de l'Essonne, avec les 5 communes d'Athis-Mons, Juvisy-sur-Orge, Morangis, Paray-Vieille-Poste et Savigny-sur-Orge.
- Communauté d'agglomération Les Lacs de l'Essonne[34], avec 2 communes (Grigny et Viry-Châtillon) ; seule Viry-Châtillon intègre l'ETP 12, Grigny rejoignant la communauté d'agglomération Grand Paris Sud Seine Essonne Sénart (GPS).
- Communauté d'agglomération de Val de Bièvre, avec les 7 communes d'Arcueil, Cachan, Fresnes, Gentilly, L'Haÿ-les-Roses, Le Kremlin-Bicêtre et Villejuif.

### Tendances et résultats politiques
Au regard des derniers résultats enregistrés dans la commune lors des scrutins électoraux, il apparaît que les électeurs morangissois ont tendance à voter à droite aux élections nationales et à gauche aux élections locales. Ainsi en 2002, le candidat à la présidentielle Jacques Chirac (RPR) obtint 81,18 % des voix et la candidate aux élections législatives Véronique Carantois (UMP) obtint 59,07 % des voix, nettement plus que dans le reste de la circonscription. En 2004, comme dans le reste du pays pour les élections européennes c’est le candidat Harlem Désir (PS) arriva en tête, comme le candidat aux élections régionales remportées par Jean-Paul Huchon (PS) et le candidat sortant aux élections cantonales Gérard Funès (PS). En 2005, les électeurs Morangissois rejetèrent à 51,72 % le traité de Rome alors qu’ils avaient largement approuvé à 53,07 % le traité de Maastricht. En 2007 le candidat à l’élection présidentielle Nicolas Sarkozy (UMP) obtint dans la commune 59,33 %, score nettement supérieur au reste du pays et la candidate Véronique Carantois (UMP) obtint 56,89 %, résultat toujours supérieur au reste de la circonscription mais inférieur à celui enregistré cinq ans plus tôt.
En 2008, la candidat Pascal Noury (DVG) remporta l’élection municipale avec 50,03 % des voix mais vit l’élection annulée. Il fut cependant réélu dès le premier tour en 2009 lors d’élections partielles avec 57,21 % des voix, cette même année, le candidat aux élections européennes Michel Barnier (UMP devança largement son adversaire avec 31,92 % des voix. En 2010, dans une élection classique à deux tours pour les régionales, le candidat Jean-Paul Huchon (PS) renforça son avance avec 53,90 % des voix.
Élections présidentielles, résultats des deuxièmes tours
- Élection présidentielle de 2002 : 81,18 % pour Jacques Chirac (RPR), 18,82 % pour Jean-Marie Le Pen (FN), 81,87 % de participation[36].
- Élection présidentielle de 2007 : 59,33 % pour Nicolas Sarkozy (UMP), 40,67 % pour Ségolène Royal (PS), 87,32 % de participation[37].
- Élection présidentielle de 2012 : 54,83 % pour Nicolas Sarkozy (UMP), 45,17 % pour François Hollande (PS), 83,31 % de participation[38].
- Élection présidentielle de 2017 : 65,13 % pour Emmanuel Macron (EM), 34,87 % pour Marine Le Pen (FN), 76,62 % de participation.

Élections législatives, résultats des deuxièmes tours
- Élections législatives de 2002 : 59,07 % pour Véronique Carantois (UMP), 40,93 % pour François Lamy (PS), 60,95 % de participation[39].
- Élections législatives de 2007 : 56,89 % pour Véronique Carantois (UMP), 43,11 % pour François Lamy (PS), 59,18 % de participation[40].
- Élections législatives de 2012 : 52,17 % pour Grégoire de Lasteyrie (UMP), 47,83 % pour François Lamy (PS), 55,34 % de participation[41].
- Élections législatives de 2017 : 56,66 % pour Amélie de Montchalin (EM), 43,34 % pour Françoise Couasse (UDI), 37,95 % de participation.

Élections européennes, résultats des deux meilleurs scores
- Élections européennes de 2004 : 26,20 % pour Harlem Désir (PS), 16,57 % pour Patrick Gaubert (UMP), 41,61 % de participation[42].
- Élections européennes de 2009 : 31,92 % pour Michel Barnier (UMP), 16,13 % pour Daniel Cohn-Bendit (Europe Écologie), 44,13 % de participation[43].
- Élections européennes de 2014 : 28,92 % pour Aymeric Chauprade (FN), 21,82 % pour Alain Lamassoure (UMP), 40,86 % de participation[44].
- Élections européennes de 2019 : 23,48 % pour Jordan Bardella (RN), 23,15 % pour Nathalie Loiseau (LREM), 49,44 % de participation.

Élections régionales, résultats des deux meilleurs scores
- Élections régionales de 2004 : 47,75 % pour Jean-Paul Huchon (PS), 38,73 % pour Jean-François Copé (UMP), 64,71 % de participation[45].
- Élections régionales de 2010 : 53,90 % pour Jean-Paul Huchon (PS), 46,10 % pour Valérie Pécresse (UMP), 49,91 % de participation[46].
- Élections régionales de 2015 : 43,41 % pour Valérie Pécresse (LR), 32,06 % pour Claude Bartolone (PS), 57,08 % de participation[47].

Élections cantonales et départementales, résultats des deuxièmes tours (canton de Chilly-Mazarin puis, depuis 2015, canton de Savigny-sur-Orge)
- Élections cantonales de 2004 : 56,98 % pour Gérard Funès (PS), 43,02 % pour Richard Trinquier (UMP), 64,70 % de participation[48].
- Élections cantonales de 2011 : 59,84 % pour Gérard Funès (PS), 40,16 % pour Cédric Giraud (FN), 45,96 % de participation[49].
- Élections départementales de 2015 : 62,45 % pour Eric Mehlhorn et Brigitte Vermillet (UMP), 37,55 % pour Michel Fesler et Audrey Guibert (FN), 48,54 % de participation[50].

Élections municipales, résultats des deuxièmes tours
- Élections municipales de 2001 : 56,94 % pour Daniel Tréhin (DVD), 43,06 % pour Pascal Noury (PS), 65,69 % de participation[51].
- Élections municipales de 2008 : 50,03 % pour Pascal Noury (DVG) élu au premier tour, 49,97 % pour Daniel Tréhin (DVD), 63,80 % de participation[52].
- Élections municipales partielles de 2009 : 57,21 % des voix pour Pascal Noury (PS) élu au premier tour, 36,60 % pour Daniel Tréhin (DVD), 62,59 % de participation[53].
- Élections municipales de 2014 dans l'Essonne : La liste DVG menée par le maire sortant Pascal Noury  obtient la majorité des suffrages exprimés, avec 2 237 voix (40,42 %, 24 conseillers municipaux élus dont 5 communautaires), devançant les listes menées respectivement par[54] : 
- Brigitte Vermillet (DVD, 2 064, 37,29 %, 6 conseillers municipaux élus, dont 1 communautaire) ; 
- Dominique Herault (DVD, 22,28 %, 3 conseillers municipaux élus dont 1 communautaire).
Lors de ce scrutin, 34,43 % des électeurs se sont abstenus.

- Élections municipales de 2020 dans l'Essonne[55] : La liste DVD menée par Brigitte Vermillet obtient la majorité absolue des suffrages exprimés, avec 1 968 voix (55,26 %, 	26 conseillers municipaux élus dont 1 métropolitain), devançant très largement les listes menées respectivement par[56] :
- Grégory Mèche — DVG, soutenu par le maire sortant qui ne se représentait pas — 1 057 voix (29,68 %, 5 conseillers municipaux élus)
- Xavier Dugoin  (DVD, 536 voix, 15,05 %,	2 conseillers municipaux élus).
Lors de ce scrutin, marqué par la pandémie de Covid-19 en France, 57,17 % des électeurs se sont abstenus.

Référendums
- Référendum de 2000 relatif au quinquennat présidentiel : 72,53 % pour le Oui, 27,47 % pour le Non, 30,11 % de participation[57].
- Référendum de 2005 relatif au traité établissant une constitution pour l’Europe : 51,72 % pour le Non, 48,28 % pour le Oui, 71,03 % de participation[58].

### Liste des maires
| Période                                  | Période                    | Identité           | Étiquette   | Qualité |
| ---------------------------------------- | -------------------------- | ------------------ | ----------- | --- |
| Les données manquantes sont à compléter. |                            |                    |             | |
| Maire en 1965                            | après 1968                 | Albert Diwo        | UD-Ve       | Directeur industriel, ancien résistant |
| Les données manquantes sont à compléter. |                            |                    |             | |
| mars 1971                                | mars 1989                  | Claude Bigot       | DVD         | Employé aux Postes et Télécommunications Conseiller général de Chilly-Mazarin (1979 → 1998) Vice-président du conseil général de l'Essonne [Quand ?]                                                              |
| mars 1989                                | mars 2008                  | Daniel Tréhin      | DVD         | Président du Siredom[Quand ?] |
| mars 2008                                | juillet 2020               | Pascal Noury,      | PS puis GRS | Enseignant Vice-président de la CA Les Portes de l’Essonne[Quand ?] Vice-président de l'EPT Grand-Orly Seine Bièvre (2016 → 2020) Vice-président du Siredom[Quand ?] Vice-président du SDIS de l’Essonne[Quand ?] |
| juillet 2020                             | En cours (au 12 août 2024) | Brigitte Vermillet | LR          | Journaliste, attachée de direction Vice-présidente de la CALPE (2014 → 2015) Conseillère départementale de Savigny-sur-Orge (2015 → ) Vice-présidente du conseil départemental de l'Essonne (2015 → )             |

### Distinctions et labels
La ville a été récompensée par une fleur au concours des villes et villages fleuris en 2009 puis deux fleurs à partir du palmarès 2011

### Jumelages
Morangis a développé des associations de jumelage avec :
- Bedonia (Italie) depuis 2009, en italien Bedonia, située à 728 kilomètres.
- Chard (Royaume-Uni) depuis 1994, en anglais Chard, située à 451 kilomètres.
- Lézardrieux (France) depuis 1998 située à 400 kilomètres.
- Pechão (Portugal) depuis 2006, en portugais Pechão, située à 1 535 kilomètres.
- Plaidt (Allemagne) depuis 1976, en allemand Plaidt, située à 411 kilomètres.

Elle a aussi développé un partenariat de développement avec Imerina Imady à Madagascar depuis 2007.

## Population et société

### Démographie

#### Évolution démographique
L'évolution du nombre d'habitants est connue à travers les recensements de la population effectués dans la commune depuis 1793. Pour les communes de plus de 10 000 habitants les recensements ont lieu chaque année à la suite d'une enquête par sondage auprès d'un échantillon d'adresses représentant 8 % de leurs logements, contrairement aux autres communes qui ont un recensement réel tous les cinq ans,.

En 2022, la commune comptait 13 773 habitants, en évolution de +1,53 % par rapport à 2016 (Essonne : +2,89 %, France hors Mayotte : +2,11 %).
| 1793 | 1800 | 1806 | 1821 | 1831 | 1836 | 1841 | 1846 | 1851 |
| ---- | ---- | ---- | ---- | ---- | ---- | ---- | ---- | ---- |
| 305  | 299  | 323  | 238  | 243  | 232  | 230  | 232  | 232  |

| 1856 | 1861 | 1866 | 1872 | 1876 | 1881 | 1886 | 1891 | 1896 |
| ---- | ---- | ---- | ---- | ---- | ---- | ---- | ---- | ---- |
| 228  | 205  | 221  | 375  | 378  | 371  | 365  | 398  | 449  |

| 1901 | 1906 | 1911 | 1921 | 1926  | 1931  | 1936  | 1946  | 1954  |
| ---- | ---- | ---- | ---- | ----- | ----- | ----- | ----- | ----- |
| 445  | 378  | 370  | 459  | 1 246 | 2 043 | 2 706 | 2 466 | 3 593 |

| 1962  | 1968  | 1975  | 1982  | 1990   | 1999   | 2006   | 2011   | 2016   |
| ----- | ----- | ----- | ----- | ------ | ------ | ------ | ------ | ------ |
| 5 220 | 6 874 | 8 492 | 9 416 | 10 043 | 10 611 | 11 481 | 12 592 | 13 566 |

| 2021   | 2022   | - | - | - | - | - | - | - |
| ------ | ------ | - | - | - | - | - | - | - |
| 13 211 | 13 773 | - | - | - | - | - | - | - |

Lors du premier recensement des personnes intervenus en 1793 après la création de la commune, Morangis comptait trois cent cinq habitants, elle connut une lente décroissance au cours des cinquante années suivantes pour tomber à seulement deux cent cinq habitants en 1861 avant d’entamer une croissance soutenue avec en 1872 trois cent soixante-quinze résidents et quatre cent quarante-cinq en 1901.
Le début du XXe siècle fut marqué par ne relative chute du nombre d’habitants jusqu’à trois cent soixante-dix en 1911 avant l’explosion démographique commune à toutes l’agglomération parisienne, faisant passer le village à mille deux cent quarante six habitants en 1926, chiffre doublé en vingt ans malgré la Seconde Guerre mondiale, progression poursuivit jusqu’à ce jour avec le cap des dix mille résidents franchit en 1990 et une population totale de onze mille cinq cent onze habitants en 2007.
L’immigration d’étrangers compte pour une part relativement importante dans cette évolution positive avec en 1999 9,7 % des habitants de nationalité étrangère, avec 5,6 % de Portugais, 1,5 % d’Italien]s, 0,4 % d’Algériens et de Marocains, 0,3 % d’Espagnols et 0,2 % de Tunisiens.

#### Pyramide des âges
En 2018, le taux de personnes d'un âge inférieur à 30 ans s'élève à 37,7 %, soit en dessous de la moyenne départementale (39,9 %). À l'inverse, le taux de personnes d'âge supérieur à 60 ans est de 21,2 % la même année, alors qu'il est de 20,1 % au niveau départemental.
En 2018, la commune comptait 6 593 hommes pour 6 860 femmes, soit un taux de 50,99 % de femmes, légèrement inférieur au taux départemental (51,02 %).
Les pyramides des âges de la commune et du département s'établissent comme suit.
| Hommes | Classe d’âge | Femmes |
| ------ | ------------ | ------ |
| 0,8    | 90 ou +      | 1,6    |
| 5,3    | 75-89 ans    | 7,1    |
| 13,9   | 60-74 ans    | 13,8   |
| 21,0   | 45-59 ans    | 20,3   |
| 20,2   | 30-44 ans    | 20,8   |
| 17,8   | 15-29 ans    | 17,1   |
| 21,1   | 0-14 ans     | 19,2   |

| Hommes | Classe d’âge | Femmes |
| ------ | ------------ | ------ |
| 0,5    | 90 ou +      | 1,4    |
| 5,4    | 75-89 ans    | 7,2    |
| 12,9   | 60-74 ans    | 13,9   |
| 20     | 45-59 ans    | 19,4   |
| 19,9   | 30-44 ans    | 20,1   |
| 20     | 15-29 ans    | 18,2   |
| 21,3   | 0-14 ans     | 19,8   |

### Enseignement

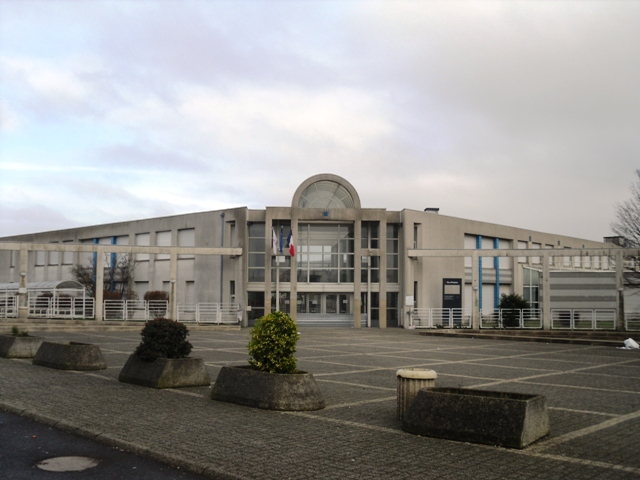
Le lycée Marguerite Yourcenar.

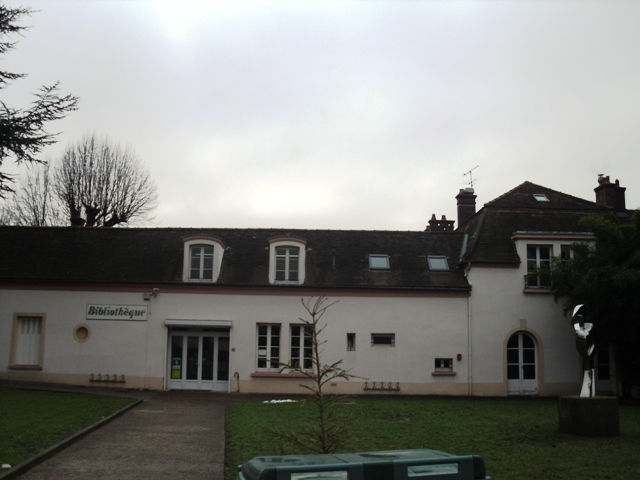
La bibliothèque municipale.

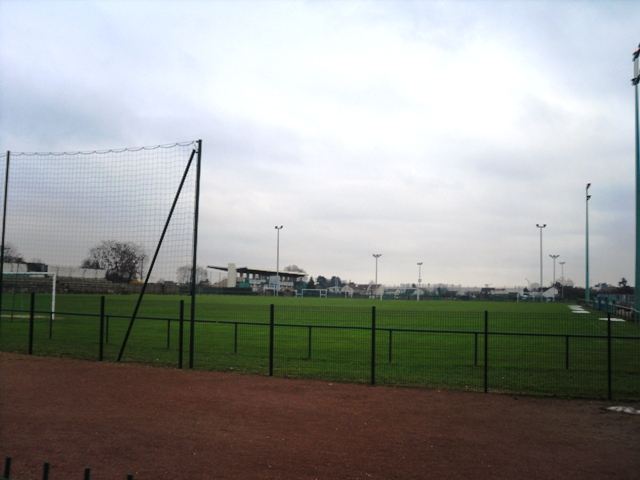
Le stade municipal.

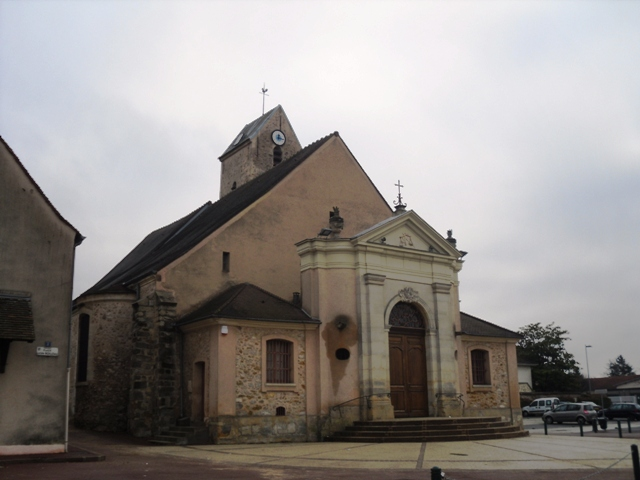
L'église Saint-Michel.

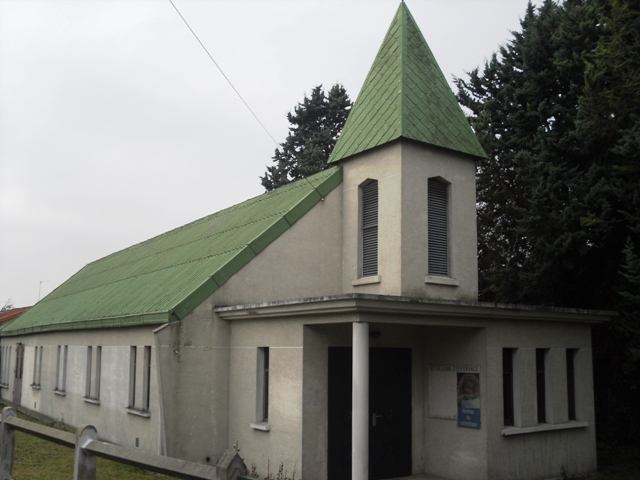
La chapelle Notre-Dame-de-l’Espérance.

Les élèves de Morangis sont rattachés à l’académie de Versailles.
En 2020, la commune dispose sur son territoire des écoles maternelles des Acacias et des Hirondelles, des écoles élémentaires Édouard Herriot, Louis Moreau,,  l’école primaire privée Saint Joseph catholique rattachée au diocèse et de l'école Nelson Mandela, du collège Michel Vignaud et du lycée polyvalent Marguerite Yourcenar. Les jeunes enfants sont accueillis dans la crèche du Petit bois des Sables ou au jardin d'enfants du jardin à Malices. La commune dispose en outre du centre de loisirs des Mouflets.

### Santé
En 2010, la commune dispose sur son territoire de la résidence pour personnes âgées Gabriel Fontaine et d’un centre de protection maternelle et infantile.
Toujours en 2010, neuf médecins, trois chirurgiens-dentistes et quatre pharmacies sont implantés dans la commune.

### Culture
En 2010, une école municipale de danse classique, contemporaine, modern'jazz et zumba est installée dans l’espace Saint-Michel, une école municipale d’art dramatique installée dans l’espace Pierre Loti. Elle dispose en outre d’une salle des fêtes et de la maison des jeunes et de la culture Relief.

### Sports
La commune de Morangis dispose sur son territoire de plusieurs équipements à caractère sportif[Quand ?] dont le stade municipal, le Complexe sportif évolutif couvert équipé d’un dojo, les gymnases Édouard Herriot, des Chardonnerets, Michel Vignaud, d’un boulodrome et d’un golf compact urbain. La plupart des associations sont partenaires de celles situées dans la commune voisine de Chilly-Mazarin[réf. nécessaire].

### Autres services publics
Outre les services municipaux, la commune accueille en 2010 sur son territoire d'un bureau de poste.
La sécurité est alors assurée par le commissariat de police nationale de Savigny-sur-Orge et par le centre de secours mixte de cette même commune.
Deux avocats et un notaire sont installés en 2010 dans la commune.

### Lieux de culte
La paroisse catholique de Morangis est rattachée au secteur pastoral de Longjumeau et au diocèse d'Évry-Corbeil-Essonnes. Elle dispose de l’église Saint-Michel et de la chapelle Notre-Dame-de-l’Espérance.

### Médias
L’hebdomadaire Le Républicain relate les informations locales. La commune est en outre dans le bassin d’émission des chaînes de télévision France 3 Paris Île-de-France Centre, IDF1 et Téléssonne intégré à Télif.

## Économie
La commune de Morangis dispose sur son territoire d’une importante zone d'activités découpés entre les ensembles Nord, des Portes, du Val, Sud et des Sables. Elle accueille ainsi les sièges sociaux français de Facom et Velux.
Parmi les entreprises implantées, Sleever International est répertoriée pour ses émissions de dioxyde de carbone et de composés organiques volatils non-méthaniques et pour ses prélèvements en eau potable.
La commune est intégrée au bassin d'emploi d’Orly qui regroupait en 2006 trente communes, 469 279 habitants et 164 263 emplois dans le secteur tertiaire et seulement 9,7 % de la population était au chômage.
En 2007, la population active de la commune était estimée à 5 663 personnes dont 7,5 % était au chômage, la commune disposant sur son territoire de sept mille cent emplois répartis entre sept cent vingt-trois établissements.
En 2000, cinq exploitations agricoles étaient encore actives sur le territoire communal toutes constituées de fermage et le maraîchage.
Trois hôtels classés deux étoiles sont implantés dans la commune.

### Emplois, revenus et niveau de vie
La commune de Morangis se distingue dans sa structure sociale par une présence prédominante d’ouvriers, nettement supérieure aux zones de comparaison locales et nationales et par une présence relativement supérieure de cadres, alors que les employés et les professions intermédiaires sont moins représentées qu’ailleurs.
La répartition sectorielle est aussi divergente avec une forte présence de l’industrie sur le territoire qui se démarque nettement du bassin d’emploi et une présence relativement importante du commerce et des services aux entreprises.
Il en résulte quelques disparités puisque si le revenu net imposable moyen s’élevait en 2007 à 28 822 €, 27,6 % de la population n’était pas imposable sur le revenu et 74,1 % de la population était propriétaire de son logement, un pavillon individuel dans 70,2 % des cas.
En 2006, le revenu fiscal médian par ménage était de 22 397 €, ce qui plaçait la commune au 1 215e rang parmi les 30 687 communes de plus de cinquante ménages que compte le pays et au 113e rang départemental.
|                      | Agriculteurs | Artisans, commerçants, chefs d’entreprise | Cadres et professions intellectuelles supérieures | Professions intermédiaires | Employés | Ouvriers |
| -------------------- | ------------ | ----------------------------------------- | ------------------------------------------------- | -------------------------- | -------- | -------- |
| Morangis             | 0,0 %        | 4,6 %                                     | 16,4 %                                            | 24,0 %                     | 25,6 %   | 29,4 %   |
| Zone d’emploi d’Orly | 0,1 %        | 4,6 %                                     | 15,2 %                                            | 27,8 %                     | 30,3 %   | 22,1 %   |
| Moyenne nationale    | 2,2 %        | 6,0 %                                     | 15,4 %                                            | 24,6 %                     | 28,7 %   | 23,2 %   |

|                      | Agriculture | Industrie | Construction | Commerce | Services aux entreprises | Services aux particuliers |
| -------------------- | ----------- | --------- | ------------ | -------- | ------------------------ | ------------------------- |
| Morangis             | 0,2 %       | 22,1 %    | 9,6 %        | 18,2 %   | 18,0 %                   | 6,8 %                     |
| Zone d’emploi d’Orly | 0,5 %       | 8,1 %     | 7,2 %        | 15,0 %   | 14,3 %                   | 6,3 %                     |
| Moyenne nationale    | 3,5 %       | 15,2 %    | 6,4 %        | 13,3 %   | 13,3 %                   | 7,6 %                     |
| Sources : Insee,     |             |           |              |          |                          |                           |

## Culture locale et patrimoine

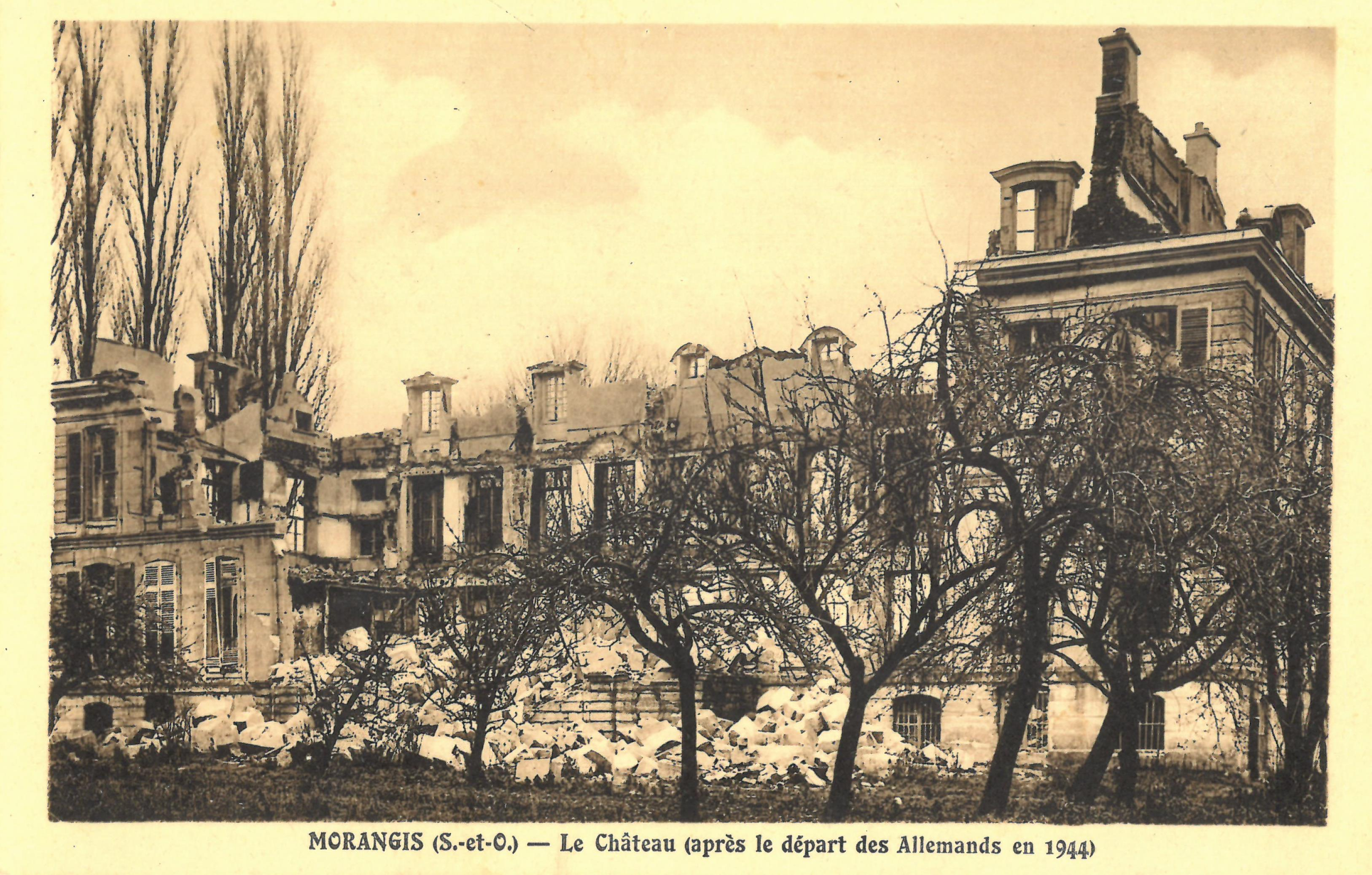
Ruines du château de Morangis en 1944.

### Lieux et monuments

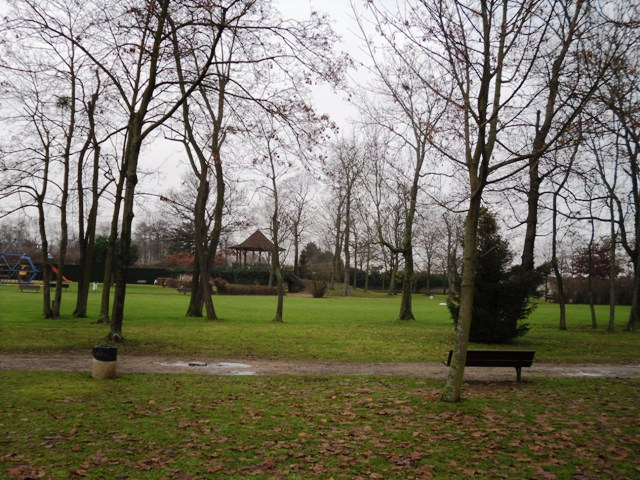
Le parc Saint-Michel.

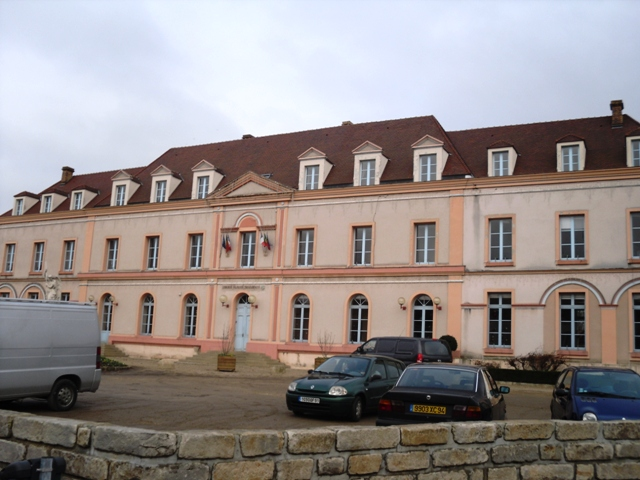
Le château Saint-Michel.

La commune dispose sur son territoire de plusieurs parcs et square dont le vaste parc Saint-Michel, le parc de la Galande, les squares Lavoisier, Plaidt et Chard. .
Une partie du parc Saint-Michel et toute la plaine agricole au nord du territoire ont été recensés au titre des espaces naturels sensibles par le conseil départemental de l’Essonne.
Aucun immeuble morangissois n’a fait l’objet d’un classement ou d’une protection particulière.
Le patrimoine compte cependant l’église Saint-Michel datant du XVIe siècle, le château Saint-Michel qui fut construit au XVIIe siècle comme le kiosque implanté dans le parc et la maison du Désert voisine.
Le château de Morangis datait du XVIIIe siècle. Après la mort tragique de Joseph François Foullon, en 1789, il fut acheté en 1791 par le banquier genevois Jacques Rilliet (1732-1813), de qui il passa à sa fille, Jeanne Rilliet (1772-1862), épouse de Jean-Louis Tourteau d'Orvilliers, puis au petit-fils de cette dernière, Richard d'Andlau (1815-1893), qui vendit le domaine en 1878 . Le château fut alors converti en internat pour garçons, puis en maison de retraite. Il fut incendié en août 1944 et ses ruines furent abattues en 1967 .

### Gastronomie
La fabrication de la pâtisserie Ladurée et de ses célèbres macarons se situe Avenue des Froides Bouillies[réf. nécessaire]

### Personnalités liées à la commune
- Antoine Barillon de Morangis (1599-1672), homme politique, en était le seigneur.
- Joseph François Foullon (1715-1789), aristocrate et homme d'État, en était le seigneur.
- Charles Rudrauf (1919-2010), résistant français, Compagnon de la Libération, y a vécu ses dernières année et y est inhumé. Il en fut conseiller municipal de 1989 à 1995.
- Pierre Amoyal (1949-), violoniste y vécut.
- Didier Lefèvre (1957-2007), photojournaliste y est mort.
- Jean-Marc Pilorget (1958-), footballeur y fut licencié.
- Régis Brouard (1967-), footballeur y fut licencié.
- Vincent Dufour (1968-), footballeur y fut licencié.
- Jean-Luc Lemoine (1970-), humoriste, chroniqueur et présentateur télé, y a passé son enfance.
- Vincent Elbaz (1971-), acteur y vécut.

### Héraldique et logotype

Logo.

| Blason de Morangis (Essonne) | Blason  | Écartelé : au premier et au quatrième d’azur au chevron d’or accompagné de trois coquilles du même, au deuxième et au troisième d’azur au coq d’or crêté, barbé et membré de gueules. |
| Blason de Morangis (Essonne) | Détails | La commune s’est en outre dotée d’un logotype. |

### Morangis dans les arts et la culture
La commune de Morangis a accueilli le tournage du film Fifty-Fifty de Pascal Vidal sorti en 1981.